# Heather Doerksen
Heather Doerksen (Winnipeg, 12 februari 1980) is een Canadese actrice.

## Biografie
Doerksen studeerde af aan de Simon Fraser-universiteit in Burnaby (Brits-Columbia).